# Firdousi (cráter)
Firdousi es un cráter de impacto de 98 km de diámetro del planeta Mercurio. Debe su nombre al poeta Persa Ferdousí (c. 940-1020/30), y su nombre fue aprobado por la  Unión Astronómica Internacional en 2010.